# Randøya Fort
Randøya Fort ist ein verlassenes Küstenartilleriefort auf der Insel Østre Randøya, ca. 13 km östlich von Kristiansand im Fylke Agder, Norwegen.
Es wurde während des Zweiten Weltkrieges von den Deutschen als Teil des Atlantikwalls gebaut und nach dem Krieg von den Norwegern übernommen und gegen Ende der 1990er Jahre stillgelegt. Auf der Insel gibt es heute ein Erholungsgebiet mit einem Badestrand für Familien auf der Westseite und gute Möglichkeiten zum Wandern und Erkunden der alten Militäranlagen.

## Geschichte
Die ältesten Pläne für die Festungsanlage stammen aus dem Jahr 1891, die Kartierung des Gebietes wurde allerdings erst im Frühjahr 1940 abgeschlossen. Im April 1941 installierten deutsche Truppen die ersten Geschütze im Fort. Unter der Bezeichnung MKB 1./502 (MKB – Marine-Küsten-Batterie) unterstand das Fort dem Kommandant der Seeverteidigung Kristiansand-Süd. Die drei 15-cm-Geschütze der Deutschen sind 1944 demontiert und außer Landes gebracht worden. Im August 1947 erklärte der "Unneberg-Ausschuss" (norw.: Unnebergutvalget): "Die Anlage auf Randøya ist essentiell notwendig für eine Blockade des Hauptzugangs. Eine mangelhafte Anlage würde die Verteidigung hier sonst illusorisch machen."  Es wurden 15-cm-Kaliber-Geschütze benötigt, welche aber nicht verfügbar waren. Als Ersatz montierte man vorübergehend eine 10,5-cm-Batterie, welche im April 1949 fertig war. Von 1951 bis 1952 installierte man Geschütze, die bis zur Schließung in den 1990er Jahren dort verblieben. Der letzte Schuss aus dieser Batterie fiel am 19. Juni 1999.

## Waffen und Feuerleitsystem
Vom Fort Oddeøya verlegte man 1941 drei Armstrong-Geschütze zum Randøya Fort. Diese verblieben dort bis 1944 und wurden dann demontiert und außer Landes gebracht. 
1949 montierte man vorübergehend eine 10,5-cm-Batterie. 
Im Sommer 1943 produzierte man neun neue 12,7-cm-SK C/34-Geschütze in der Skoda-Werken der Tschechoslowakei, welche von 1951 bis 1953 montiert und bis zur Schließung des Forts dort verblieben. 
Vom Feuerleitstand aus konnte der Befehlshaber den Feuerbefehl auf feindliche Schiffe geben.
Die Mittelkonsole gab ihm eine gute Übersicht und mit Hilfe der zwei Seitlichen Konsolen, die Radar, optische Instrumente und die Steuerung für den Laser beinhaltete, hatte er die Möglichkeit Daten direkt an die Geschütze weiter zu leiten. Als letzten Ausweg konnte man auch direkt aus den einzelnen Geschützen feuern.
Die Geschützstation ganz im Norden in Richtung Randesund bestand aus zwei 40-mm-L 60 Flak-Geschützen. Diese sollten kleinere Schiffe an der Durchfahrt durch die Meeresstraße Stanggapet hindern.

## Ausstattung und Umgebung
Bei der Übernahme 1945 bestand das Fort aus 13 Kasernen und 14 anderen Gebäuden. Einige davon sind heute noch intakt und werden von der Universität Agder (HiA), Schulen aus Randesund und gemeinnützigen Organisationen genutzt.
In allen Gebäuden gab es keine Isolierung. Die Kasernen und Aufenthaltsräume wurden mit Öfen beheizt. Eine Ausnahme ist das Sanitätsgebäude, welches mit einer elektrischen Heizung ausgestattet war. Jede Kaserne hatte fließendes Wasser und gemeinsame Waschräume, warmes Wasser bekam man allerdings nur an bestimmten Stellen.
Der Bunker mit Aussichtsspalte liegt zwischen den Geschützen. 
Ende der 50er Jahre bekamen die Geschütze I, II und III eine bessere Abdeckung in Form von einem splittersicheren Schild.  Darüber installierte man eine Abdeckung aus Kunststoff zur besseren Tarnung. Das 4. Geschütz hatte eine offene Stellung.
Es befindet sich ein 200–300 m langes Tunnelsystem im Berg. Der innerste Teil wurde als Verbindungszentrale, Einsatzzentrale und Feuerleitstand genutzt. Die Einsatzzentrale wurde in die Einsatzbereiche Seeverteidigung, Luftverteidigung und Feuergefechtsstation aufgeteilt. So konnte man schnell verschiedene Streitkräfte mobilisieren.
Ein 60-cm-Suchscheinwerfer wurde etwas weiter im Fjord platziert.